# 쿠치키 뱌쿠야
쿠치키 뱌쿠야(일본어: 朽木白哉)는 블리치의 등장인물이다.

## 프로필
- 신장 : 180 cm
- 체중 : 64 kg
- 생일 : 1월 31일
- 취미 : 한밤의 산책
- 특기 : 서예
- 좋아하는 음식 : 매운 것, 도라지
- 싫어하는 음식 : 단 것
- 휴일 보내는 법 : 4대 귀족 집회 참가 및 독서, 서예를 하면서 조용하게 보냄
- 가족 관계

1. . 祖父 -쿠치키 긴레이
2. . 父 - 故 쿠치키 소준
3. . 妻 - 故 쿠치키 히사나
4. . 妹 - 쿠치키 루키아
5. . ?- 아바라이 렌지

- 경력

1. . 현(現) 소울 소사이어티 호정 13대 6번대 대장
2. . 현(現) 4대 귀족 쿠치키 가 28대 당주

- 참백도 : 천본앵(千本櫻 센본-자쿠라)
- 시해(始解) : 해방하면 검신이 1000송이의 벚꽃잎으로 변해 아름답게 흩어진다. 1000송이의 벚꽃은 그 한 송이 한 송이가 전부 다 날카롭게 연마된 칼날이며 벚꽃들이 아름답게 흩날리는 순간 상대는 무참하게 1000개의 칼날에 의해 베인다. 유일한 약점이라면 천본앵이 닿지 않는 구역인 뱌쿠야를 중심으로 전방 85cm 가량의 무상권(無狀權)이 있다.
- 참백도 시해 언령 : "흩날려라, 천본앵(千本櫻)"
- 만해(卍解) : 천본앵경엄(千本櫻景嚴)
- 만해 능력 : 검신이 지면으로 향하도록 천본앵을 쥔 다음 그대로 지면에 떨어뜨리면서 발동한다. 검이 지면 속으로 파문을 일으키면서 고요히 들어가면 그 다음 순간 뱌쿠야의 좌우에 거대한 1000자루의 검들이 일렬종대(一列縱隊)로 늘어선채 솟아오른다. 그 1000자루의 검 하나하나가 다시 1000송이의 벚꽃 칼날로 변해 수 억송이의 벚꽃 칼날이 상대를 습격한다. 사각전무(死角全無)와 공방일체(攻防一體)의 완벽한 전방위공격을 자랑하며 손으로 조종하면 그 속력은 2배가 된다. 하지만 무상권이 존재한다.
- 참백도 실체화 : 보라색의 천으로 된 옷에 금빛 테로 이루어진 붉은 갑주를 착용하고 있으며 벚꽃 잎을 형상화한 장식이 달린 금빛으로 장식된 붉은 가면을 착용하고 있다. 신비주의 전략인지 절대 얼굴을 보여주지 않는다(회묘와 비매가 얼굴이 너무 궁금한 나머지 목욕탕에 들어가는 것을 엿봤지만 목욕 중에도 절대 안 벗는다. 다만 가면 속은 굉장한 미남일 것이 확실하다.). 성격은 어릴 적 뱌쿠야를 닮아 다혈질이며 참을성이 없다. 일본의 사무라이 같은 형상이다.

## 도구
- 은백풍화사(銀白風花沙)
  - 대대로 쿠치키家의 당주만이 걸치는 것이 허락된 순백의 목도리이다. 소울 소사이어티에서 유명한 제작자인 '제 3대 츠지시로 쿠로에몬'의 작품이며 이 목도리 1장으로 저택 10채를 지을 수 있을 정도의 엄청난 가치를 지니고 있다.
- 견성겸(牽星箝)
  - 귀족 가문들의 일원만이 착용하는 것이 허락된 머리카락 고정틀이다.

## 기술
- 섬화(閃花)
  - 뱌쿠야의 독자적인 검술 회전을 건 특수한 순보로 순식간에 상대의 등 뒤로 돌아가 재빨리 사신의 급소인 쇄결(鎖結)과 백수(魄睡)를 베어버리는 기술이다. 이 기술에 이치고가 한번 당해서 자기 자신의 사신의 힘을 깨우칠 때까지 영력을 잃게 되었다.

- 은밀보법 사풍의 3번 - 공선(隱謐步法 四楓3番 - 空禪)
  - 뱌쿠야가 어렸을 적에 요루이치에게 배운 순보 중에서도 은밀보법에 해당되는 초고속의 순보이다.

- 항경 천본앵경엄(吭景 千本櫻景嚴)
  - 만해 상태인 천본앵경엄의 수 억송이의 꽃잎들로 상대를 완벽하게 가둔 다음 그 안에서 꽃잎들이 모든 방향에서 상대를베는 기술이다.

- 섬경 천본앵경엄(殲景 千本櫻景嚴)
  - 천본앵경엄의 꽃잎 하나하나를 전부 검으로 바꿔 그 검들이 자신과 상대를 원형으로 포진하면서 나타난다. 방어를 버리고 오로지 적을 말살시키는 데에만 중점을 둔 천본앵의 최종 형태이며 뱌쿠야가 자기 스스로 전력을 다해 베어버리겠다고 인정한 상대에게만 보여주는 형태이다(이치고가 2번째이며 1번째는 불명). 억 자루의 칼날이 상대를 전부 습격하지는 않고, 상대와 싸우는 도중 뱌쿠야가 허를 찌르거나 아니면 연속공격을 할 때 검을 하나씩 불러들여 사용하는 식이다. 그러나 원형을 둘러싼 모든검들이 상대를 베는 일은 없다. 하지만 한번에 못벤다는게 아닌 그 전에 끝나니까 할 필요가 없는 것에 가깝다.

- 섬경 천본앵경엄 오의 일교천인화
  - 섬경 상태의 억 자루의 검이 한꺼번에 적을 베는 기술이다.

- 천본앵경엄 종경 백제검(千本櫻景嚴 終景 白帝劍)
  - 천본앵경엄의 마지막 형태 천본앵경엄으로 인해 만들어진 검들을 전부 모아 하나의 힘으로 응축시켜 강력한 힘을 지닌 일격을 날리는 기술이다. 뱌쿠야의 최종 공격이며 뱌쿠야가 상대를 완전히 말살시키겠다는 의도를 보였을 때만 사용한다.

## 개요
4대 귀족 중 하나인 쿠치키 家의 현 28대 당주이다. 역대 최강으로 꼽히고 현 호정 13대 대장 중 가장 유명한 사람 중 1명이다. 55년 전에 루콘가에서 루키아의 친언니인 히사나와 사랑에 빠져 집안의 반대에도 불구하고 히사나를 아내로 삼는다. 하지만 5년이 채 흐르지 못하고 히사나는 병으로 죽고 그 다음해에 히사나의 유언대로 친동생인 루키아를 발견해 루키아를 양녀로 거둬 자신의 여동생으로 삼는다. 하지만 이 때 부모의 묘 앞에서 두 번 다시는 쿠치키 가의 규칙을 어기지 않겠다고 맹세를 했으며 그 때문에 루키아를 소중히 여기고 사랑하면서도 자신이 스스로 한 약속으로 인해 잘 표현하지 못한다. 또한 루키아의 처형이 결정되었을 때에도 마음속으로는 히사나의 유언과 부모님에게 한 약속 사이에서 갈등하면서 괴로워했지만 내색하지 않고 있었다. 하지만 이치고와의 싸움에서 결국 마음의 고민이 풀리고 루키아의 처형이 무산되자 마음 속으로 깊게 안도한다. 그 후에는 나름대로 루키아에게 애정표현도 하고 있는 중이다. 어린 시절에는 침착하고 시크한 지금과는 달리 굉장히 다혈질에 감정적인 성격이었으며 그 성격으로 인해 요루이치에게 많이 놀림당했었다. 그때는 요루이치가 순보로 놀려먹는 탓에 쫓아가서 화내려고 하다보니 순보가 늘었다고 한다. 참백도 이문편에서의 천본앵이 굉장히 다혈질의 미남이라는 걸 생각하면 어릴 시절의 성격이 참백도에 영향을 끼친 듯하다. 현재는 알게 모르게 시스터 콤플렉스 성향을 내비치고 있으며 친남매가 아님에도 불구하고 미적감각은 루키아와 비슷하게 뭔가 2% 부족한 엉성한 느낌이 많이 닮아있다. 에스 노트(퀸시)의 공격으로 만해를 뺏긴채 사망한 듯 하였으나 최근 연재분인 529화에서 아슬아슬하게 살아있는 모습을 보였다. 그 뒤, 이치고 일행과 영왕궁에 갔다 오고, 시해가 거의 만해처럼 진화하여 자신의 만해를 되찾는다. 천년혈전이 끝난 후 루키아는 렌지와 결혼하여서 렌지의 상관이자 가족이 된다.

## 기타 사항
뱌쿠야의 집인 쿠치키家의 저택은 소울 소사이어티 내에서도 광대한 부지에 세워져 있으며 뱌쿠야의 방 앞에는 뱌쿠야를 위한 강이 흐를 정도로 엄청나게 넓다. 쿠치키 저택에 들어와 바로 보이는 정원 역시 이름모를 꽃들과 나무들로 아름답게 장식되어 있으며 연못에는 대대로 당주가 기르고 있는 유서 깊은 잉어도 살고 있다. 이 잉어는 통상 잉어의 3배 정도의 크기이며 전신의 비늘이 황금빛으로 빛나는 굉장히 희귀한 잉어이다. 최근에 야치루가 우키타케 문병 선물이랍시고 10마리였던 잉어를 한밤중에 몰래 6마리나 훔쳐가 우키타케의 집인 우건당(雨乾堂)의 연못에 풀어버렸기 때문에 현재는 잉어가 4마리밖에 없으며 야치루가 훔쳐간 것을 모르는 저택의 사용인들 사이에는 <쿠치키家의 불가사의>로도 유명하다. 최근에 우키타케가 "연못에 잉어가 늘어났지 뭐야!"라고 자랑을 하지만 정작 뱌쿠야 본인은 짜증낸다.
또한 쿠치키家 저택은 안도 넓어 최대 999실정도 된다. 그래서 그런지 야치루는 그 중 방 하나에 자기 과자를 숨겨놓는데 뱌쿠야는 그것조차도 모른다(그래도 야치루가 방문하는 건 아는 모양).